# Hydrocyphon illiesi
Hydrocyphon illiesi es una especie de coleóptero de la familia Scirtidae.

## Distribución geográfica
Habita en Argelia.